# Division II i ishockey 1942/1943
Division II i ishockey 1942/1943 var andra säsongen av den nationella andradivisionen i svensk ishockey. Nytt för säsongen var att man infört en fjärde grupp, Division II Östra, och ökat divisionen med åtta lag. Vinnarna av respektive grupp möttes i slutet av säsongen för att spela om två platser i Svenska serien kommande säsong, Brynäs och Nacka gick segrande ur den striden. Brynäs blev därmed första laget från utanför Stockholmsregionen som nådde högsta serien. Tre grupper – centrala, östra och södra – spelades inte färdigt p.g.a. en mild vinter.

## Lagen
Sedan förra säsongen hade Nacka SK flyttats ner från Svenska serien. IK Hermes hade också hamnat på nedflyttningsplats, men de valde att lägga ner sin ishockeyverksamhet istället. Dessutom ökade man serien med åtta nya lag. Fyra lag från Gävle: IK Huge, Strömsbro IF, Gefle IF och IFK Gävle samt Hofors IK hämtades från Gästrikeserien. Tillsammans med Brynäs och Sandviken från föregående säsong utgjorde de nu division II norra som blev en ren Gästriklandsserie.
Västerås IK och IK Westmannia (Köping) togs in som nya lag i den centrala gruppen och IFK Norrköping från Östgötaserien samt Åkers IF från Sörmlandsserien kom som nya lag till division II södra. IFK Lidingö och Rålambshofs IF flyttades upp från Stockholmsserien Klass I till den nya östra gruppen. Dit kom även Lilljanshof, Vesta och Sirius som flyttats från den norra gruppen och Traneberg som flyttats från den centrala gruppen.

## Division II Norra
| Nr | Lag           | S  | V  | O | F  | GM | IM | MS  | P  |
| -- | ------------- | -- | -- | - | -- | -- | -- | --- | -- |
| 1  | Brynäs IF     | 12 | 11 | 0 | 1  | 70 | 20 | +50 | 22 |
| 2  | Sandvikens IF | 12 | 9  | 0 | 3  | 58 | 31 | +27 | 18 |
| 3  | IK Huge       | 12 | 8  | 0 | 4  | 66 | 26 | +40 | 16 |
| 4  | Strömsbro IF  | 12 | 6  | 0 | 6  | 33 | 52 | −19 | 12 |
| 5  | Hofors IK     | 12 | 5  | 0 | 7  | 27 | 50 | −23 | 10 |
| 6  | Gefle IF      | 12 | 1  | 1 | 10 | 22 | 42 | −20 | 3  |
| 7  | IFK Gävle     | 12 | 1  | 1 | 10 | 18 | 73 | −55 | 3  |

## Division II Centrala
| Nr | Lag            | S | V | O | F | GM | IM | MS  | P  |
| -- | -------------- | - | - | - | - | -- | -- | --- | -- |
| 1  | IF Aros        | 6 | 5 | 0 | 1 | 20 | 14 | +6  | 10 |
| 2  | Surahammars IF | 6 | 4 | 0 | 2 | 10 | 9  | +1  | 8  |
| 3  | Västerås IK    | 7 | 3 | 1 | 3 | 17 | 14 | +3  | 7  |
| 4  | Västerås SK    | 7 | 3 | 0 | 4 | 16 | 16 | 0   | 6  |
| 5  | IF Verdandi    | 5 | 2 | 0 | 3 | 13 | 13 | 0   | 4  |
| 6  | IK Westmannia  | 7 | 1 | 1 | 5 | 11 | 21 | −10 | 3  |

## Division II Östra
| Nr | Lag             | S  | V | O | F | GM | IM | MS  | P  |
| -- | --------------- | -- | - | - | - | -- | -- | --- | -- |
| 1  | Nacka SK        | 11 | 9 | 1 | 1 | 66 | 17 | +49 | 19 |
| 2  | Lilljanshofs IF | 9  | 5 | 0 | 4 | 22 | 21 | +1  | 10 |
| 3  | Tranebergs IF   | 7  | 3 | 1 | 3 | 18 | 16 | +2  | 7  |
| 4  | IF Vesta        | 8  | 3 | 0 | 5 | 22 | 24 | −2  | 6  |
| 5  | Rålambshofs IF  | 7  | 3 | 0 | 4 | 18 | 37 | −19 | 6  |
| 6  | IFK Lidingö     | 6  | 2 | 0 | 4 | 10 | 27 | −17 | 4  |
| 7  | IK Sirius       | 6  | 1 | 0 | 5 | 10 | 24 | −14 | 2  |

Anmärkning: serien kunde inte spelas färdigt p.g.a. en mild vinter.

## Division II Södra
| Nr | Lag            | S | V | O | F | GM | IM | MS  | P  |
| -- | -------------- | - | - | - | - | -- | -- | --- | -- |
| 1  | Årsta SK       | 6 | 6 | 0 | 0 | 27 | 5  | +22 | 12 |
| 2  | Södertälje IF  | 8 | 4 | 1 | 3 | 26 | 24 | +2  | 9  |
| 3  | Åkers IF       | 7 | 3 | 1 | 3 | 16 | 18 | −2  | 7  |
| 4  | IFK Norrköping | 5 | 2 | 1 | 2 | 12 | 13 | −1  | 5  |
| 5  | IK Sleipner    | 5 | 2 | 0 | 3 | 11 | 15 | −4  | 4  |
| 6  | IK Sture       | 9 | 1 | 1 | 7 | 11 | 28 | −17 | 3  |

## Kvalspel till Svenska serien
Brynäs och Nacka spelade till sig platserna i Svenska serien nästa säsong. Kvalet bestod av två matcher som spelades på Stockholms stadion den 14 mars 1944:
- Nacka SK–IF Aros 6–3
- Brynäs IF–Årsta SK 3–2